# 四国中央市立川滝小学校
四国中央市立川滝小学校（しこくちゅうおうしりつ かわたきしょうがっこう）は、愛媛県四国中央市川滝町にある小学校。

## 沿革

### 旧川滝小学校(~1990年)[1]
- 1872年 - 8月2日学制配布により、領家に西育小学校、柴生に昇微小学校第2教場を設置。
- 1885年 - 学制変更に伴い、本校を椿堂に置き、川滝小学校と改称。
- 1941年 - 国民学校令により、川滝村立川滝国民学校と改称。
- 1947年 - 川滝村立川滝小学校と改称。
- 1948年 - PTA結成、校歌制定。
- 1954年 - 市制施行に伴い、川之江市立川滝小学校と改称。
- 1979年 - 優良PTAとして県表彰。
- 1980年 - 優良PTAとして全国表彰。
- 1990年 - 葱尾小学校と統合するため閉校。閉校式挙行。

### 旧葱尾小学校(~1990年)[1]
- 1875年 - 7月より東育小学校と称し、元下山村葱尾の民家を借り受け、仮教場を設置。
- 1886年 - 川滝小学校第1分校と改称。
- 1941年 - 国民学校令により、川滝村立葱尾国民学校と改称。
- 1947年 - 川滝村立葱尾小学校と改称。
- 1948年 - PTA結成。
- 1950年 - 校歌及び学校章制定。
- 1954年 - 市制施行に伴い、川之江市立葱尾小学校と改称。
- 1980年 - 「葱尾緑の少年団」結成。
- 1990年 - 旧川滝小学校と統合するため閉校。閉校式挙行。
なお、跡地はふれあい広場になっている。

### 現川滝小学校(1990年~)[1]
- 1990年 - 葱尾小学校、旧川滝小学校を統合して、川之江市立川滝小学校となる。開校式挙行。校章制定。
- 1991年 - 校歌制定。
- 1992年 - 9月から週5日制開始。
- 1995年 - 週5日制が月2回になる。
- 2002年 - 完全週5日制開始。
- 2004年 - 市町村合併により、四国中央市立川滝小学校と改称。
- 2007年 - 「川滝小学校を護る会」結成。
- 2019年 - コミュニティ・スクールモデル校指定開始。新型コロナウイルス感染拡大により臨時休校。
- 2020年 - コミュニティ・スクール正式導入。新型コロナウイルス感染拡大により臨時休校。

## 通学区域
- 川滝町[2]

## 進学先の中学校
- 四国中央市立川之江南中学校（全域）[3]

## 通学区域内
- 石川保育園（廃園）
- 椿堂
- 徳島自動車道
- 国道192号線
- 境目トンネル

## 通学区域が隣接している学校
- 四国中央市立南小学校
- 四国中央市立新宮小中学校
- 徳島県三好市立池田小学校・三好市立白地小学校・三好市立馬路小学校から選択可能な区域

## 出身者
- 石川剛 - 元四国中央市議会議員、愛媛県議会議員候補。(旧葱尾小)[4]